# Tipula dolores
Tipula dolores är en tvåvingeart som beskrevs av Mannheims 1967. Tipula dolores ingår i släktet Tipula och familjen storharkrankar. Inga underarter finns listade i Catalogue of Life.